# サヴェナザ・ラワザ
サヴェナザ・ラワザ（Savenaca Rawaca、1991年8月20日 - ）は、プロD2・ASベジエ・エローに所属するラグビー選手。

## プロフィール
- フィジー出身。
- ポジションはセンター(CTB)。
- 身長 189cm、体重 105kg
- フィジー代表キャップは1（2020年3月現在）。
- リオ五輪の7人制フィジー代表に選ばれ金メダル獲得[1]。

## 略歴
サラセンズ、スタッド・ロシュレ、バイヨンヌを経て、2018年、ベジエに加入。